# Académie Royale
Als Académie Royale (königliche Akademie) wurden die größtenteils auf Initiative des Königs Ludwig XIV. im 17. Jahrhundert in Frankreich gegründeten Gelehrtengesellschaften genannt, welche die Förderung der Wissenschaften und Künste zum Ziel hatten. Nach Ausbruch der französischen Revolution verbot am 8. August 1793 der Nationalkonvent sämtliche Akademien. Im Oktober 1795 wurde als Nachfolger das Institut national des sciences et des arts gegründet, eine Vorläuferorganisation des heutigen Institut de France, unter dessen Schirmherrschaft die Akademien als staatliche Institutionen wieder eingerichtet wurden.

## Hintergründe
Die Absicht von König Ludwig XIV. war, die besten Künstler, Architekten, Maler, Poeten, Musiker und Schriftsteller Europas für Frankreich arbeiten zu lassen. Er entfaltete ein noch nie da gewesenes Mäzenatentum mit der Absicht die gesamte Kunstlandschaft Frankreichs zu beeinflussen, zu prägen und zu lenken, um sie im Interesse königlicher Politik zu instrumentalisieren. Die Kunst stand im Dienste der Verherrlichung des Königs und seiner Ziele, ganz nach barocker Manier. Das Ansehen des Königs und des Staates sollte gesteigert werden; dazu wurde Ludwigs Minister Jean-Baptiste Colbert damit beauftragt, Literatur, Kunst und Wissenschaft zu fördern. Dem Minister wurde die Organisation der „Gloire“ des Königs überlassen. Nach dem Beispiel der Pariser Akademien, wurden landesweit lokale Akademien gegründet.
Im Sinne der Selbstdarstellung des Monarchen sind auch die Feste in Versailles zu verstehen. Die Repräsentation des Königs diente dem Ansehen des Staates in aller Welt. Einige Künstler erklommen im Dienste des Königs ungeahnte Höhen; hier wären besonders Lully auf dem Gebiet der Musik und des Tanzes zu nennen. Aber auch Molière, der für Ludwig XIV. zahllose Bühnenstücke verfasste. Beide Künstler zeigten sich gemeinsam für die Organisation der königlichen Schauspiel und Opernereignisse verantwortlich. Daneben sind noch so berühmte Namen wie Boileau, La Fontaine und Racine zu nennen.

## Die Akademien
Es wurden folgende Akademien gegründet:
- 1635 die „Académie française“ (Akademie der Literatur und Sprache),
- 1648 die „Académie royale de peinture et de sculpture“ (Akademie für Malerei und Skulptur)
- 1661 die „Académie royale de danse“[1] (Akademie des Tanzes, vgl. Ballet de l’Opéra de Paris)
- 1663 die „Académie royale des Inscriptions et Belles-Lettres“
- 1666 die „Académie royale des sciences“ (Akademie der Wissenschaften)
- 1669 die „Académie royale de musique“ (Akademie der Musik),
- 1671 die „Académie royale d’architecture“ (Akademie der Architektur).

Die Mitglieder der Akademien wurden kooptiert, ihre öffentlichen Einführungen wurden im Laufe der Zeit zu mondänen Ereignissen. Die Mitgliedschaften in den Akademien waren mit zahlreichen Privilegien, wie Pensionen und anderen königlichen Vergütungen verbunden. Nicht zuletzt war dieser Anreiz einer der Erfolgsschlüssel des Systems.

### Académie française (1635)
Erste Voraussetzungen für die Entstehung der Akademien hatte bereits im Jahr 1635 Kardinal Richelieu durch die Gründung der „Académie Française“ geschaffen. Ihr oblag zuerst eine Normierung der Sprache, sowie die Erstellung eines für ganz Frankreich gültigen Lexikons. Dieser Akademie gehörten im Laufe der Zeit viele große Dichter und Schriftsteller an.

### Académie royale de peinture et de sculpture (1648)
Die Königliche Akademie für Malerei und Skulptur war eine im Jahr 1648 durch Ludwig XIV. genehmigte Künstlervereinigung. Sie nahm beratende Aufgaben wahr, stellte Regeln für die Produktion idealer Kunstwerke auf, widmete sich dem Kunstunterricht und organisierte darüber hinaus Wettbewerbe, unter denen der Prix de Rome der bedeutendste war. Dieser war ab 1666 mit der Finanzierung eines mehrjährigen Aufenthaltes der prämierten Maler, Bildhauer, ab 1683 auch der Graphiker, in Rom verbunden – an der eigens für diesen Zweck errichteten Académie de France à Rome. Die Nachfolgeorganisation der Académie royale, die Académie des Beaux-Arts existiert noch heute.

### Académie royale de danse (1661)
Der ebenfalls auf Initiative von Ludwig XIV. geschaffenen Königlichen Akademie des Tanzes wurde die im Jahr 1713 gegründete Tanzschule der Oper angegliedert. Im gleichen Jahr machte der König die Oper mit seiner Ballettkompagnie von 20 Tänzern zu einer festen staatlichen Einrichtung. Aus der Tanzakademie ging das heutige Ballet de l’Opéra de Paris hervor.

### Académie royale des Inscriptions et Belles-Lettres (1663)
Die Königliche Akademie der Inschriften und schönen Schriften ging aus der im Jahr 1663 von Colbert gegründeten sogenannten „Petite Académie“ (Kleine Akademie) hervor, deren Aufgabe es war, die französische Epigraphik zu fördern und die Inschriften für königliche Bauten und öffentliche Baudenkmäler abzufassen. Dafür stellte Colbert vier Mitglieder der Académie française ab, woraus sich der Name „Petite Académie“ erklärte. Sie erfuhr mehrere Umbenennungen. Im Jahr 1701 erhielt sie den Namen „Académie royale des Inscriptions et Médailles“ (königliche Akademie für Inschriften und Medaillen), im Jahr 1716 die Bezeichnung „Académie royale des Inscriptions et Belles-Lettres“. Heute lautet die offizielle Bezeichnung Académie des Inscriptions et Belles-Lettres.

### Académie royale des sciences (1666)
Die Akademie der Wissenschaften wurde von Colbert als loser Zusammenschluss ins Leben gerufen. Sie erhielt erst dreißig Jahre später ein Reglement und den Status einer Königlichen Akademie. Heute ist sie dem Institut de France angegliedert.

### Académie royale de musique (1669)
Die differenzierten Aufgaben der Königlichen Akademie für Musik mit Sitz in der Pariser Oper waren: die Schaffung von künstlerischen Darbietungen inklusive der Libretti, Musik, Choreographie, Kostüme, Bühnenbilder, Inszenierungen; die Ausbildung von Schülern im Bereich des Gesangs sowie der instrumentalen und darstellenden Künste; im weiteren Sinne sollte sie auch die ästhetische „Erziehung“ des Publikums zum Ziel haben. Die Akademie vergab das Privileg (Monopol) der Aufführung von Opern an den Librettisten Pierre Perrin, der sich mit dem Komponisten Robert Cambert zusammenschloss. Mit königlicher Genehmigung konnte drei Jahre später Jean-Baptiste Lully dieses Privileg erwerben.

### Académie royale d’architecture (1671)
Die Königliche Akademie für Architektur ging auf Betreiben des Ministers Colbert aus dem von ihm bereits im Jahr 1665 geschaffenen „Conseil des Bâtiments“ hervor. Ihre Gründung wurde am 30. Dezember 1671 von Ludwig XIV. bestätigt, der den Hofarchitekten und Theoretiker François Blondel (1618–1686) als ersten Direktor ernannte. Die Akademie war die maßgebliche beratende Instanz für alle Fragen bezüglich des unter Ludwig XIV. hochentwickelten Bauwesens. Daneben war sie auch Ausbildungsstätte und vergab Architekturpreise, wie beispielsweise ab 1720 den Prix de Rome.